# Starci na chmelu
Starci na chmelu je jeden z prvních a vůbec nejznámějších českých filmových muzikálů, natočený režisérem Ladislavem Rychmanem v roce 1964 podle námětu a scénáře Vratislava Blažka (který byl i autorem písňových textů) s Vladimírem Pucholtem, Ivanou Pavlovou a Milošem Zavadilem v hlavní roli. Příběh vypráví o první lásce dvou studentů na chmelové brigádě. Film se stal brzy velmi populárním a písničky autorů Jiřího Bažanta, Vlastimila Hály a Jiřího Maláska téměř zlidověly. Ve filmu v drobných rolích studentů vystupuje velké množství herců a tanečníků, povětšinou tehdejších studentů konzervatoří a pražské DAMU, kteří zde vystupují nejen v roli komparsu, ale především tancují - choregrafii všech tanečních čísel zde vytvořil Josef Koníček.
Celým filmem v roli symbolických průvodců, tří kytaristů v černém, vystupují Josef Laufer, Petr Musil a choreograf Josef Koníček. Tito tři muži s kytarami v černém se také stali jakýmsi symbolem tohoto snímku. Tito tři průvodci také playbackem zpívají ústřední melodii celého filmu, kterou se stala píseň Milenci v texaskách.
Od roku 2001 existuje i divadelní verze tohoto muzikálu.

## Děj
Středoškolská třída pobývá na chmelové brigádě. Intelektuálně zaměřený žák Filip (Vladimír Pucholt), který nezapadá do kolektivu, si najde nocleh na půdě ubytovny (budova základní školy) a svůj příbytek vylepšuje věcmi, které si tajně „vypůjčuje“ v JZD. Tam ho objeví noblesní spolužačka Hanka (Ivana Pavlová), která nechce spávat v učebně s ostatními dívkami.
Na vznikající vztah mezi Hankou a Filipem jejich spolužáci brzy přijdou, většinou jej však respektují. To se nelíbí primusovi třídy Honzovi (Miloš Zavadil), který má zájem jak o Hanku, tak i o Filipův podkrovní byt. Jeho snaha získat obojí násilím je však neúspěšná. Proto anonymně upozorní třídní učitelku (Irena Kačírková) a předsedu JZD (Josef Kemr) na pachatele záhadného mizení věcí.
Když učitelka s předsedou vstoupí na půdu, najdou Filipa. Hanka je tam také, ale právě se za závěsem koupe v sudu, takže její totožnost zůstává skryta. Filip uchopí nůž a začne zběsile křičet, aby nechodili za závěs, jinak že spáchá sebevraždu. Něco takového učitelka s předsedou nechtějí riskovat, a tak skutečně odejdou. Hanka poté přes střechu a po lešení přeleze do noclehárny k ostatním dívkám.
Filip bere veškerou vinu na sebe a úpěnlivě prosí učitelku, aby přestala pátrat po dívce, se kterou byl na půdě, protože spolu nic intimního neměli. To mu však nikdo nevěří, ačkoli je to (dosud) pravda. Předseda JZD prozatím zavře Filipa na půdu, ráno se má rozhodnout o jeho dalším osudu.
V noci se však Hanka k Filipovi vrátí, sdělí mu, že ho v tom samotného nenechá, a tentokrát se s ním skutečně miluje.
Následující den „soud“ pedagogického dozoru chmelové brigády rozhodne o vyloučení Filipa z brigády i ze školy. Po jeho dívce pátrat nehodlá, neboť věří, že Filipův trest bude dostatečnou výstrahou i pro ni. Bezprostředně po mravokárném projevu učitelky však přichází Hanka, vezmou se s Filipem za ruce a demonstrativně se přiznají k vzájemné lásce. Filip pronese památnou větu: „Teď už to můžu říct, soudružko. Až do včerejška jste nám všichni strašně křivdili. Dnes nás už soudíte právem.“
Filip i Hanka jsou tedy vyloučeni, uražená učitelka je navíc posílá nejbližším autobusem domů. Dosud oblíbenému Honzovi dávají ostatní studenti najevo své opovržení tím, že se k němu kolektivně otočí zády.

## Účinkující

### Pouze zpěv
Karel Gott

Jana Petrů

Josef Zíma

Jana Malknechtová

Karel Štědrý

### Hrají a tančí

#### Hlavní role
| Ivana Pavlová    | Hanka |
| Vladimír Pucholt | Filip |
| Miloš Zavadil    | Honza |

#### Vedlejší role
| Josef Kemr       | předseda JZD                  |
| Libuše Havelková | Kateřina, předsedova žena     |
| Irena Kačírková  | učitelka                      |
| Josef Laufer     | kytarista - průvodce v černém |
| Petr Musil       | kytarista - průvodce v černém |
| Josef Koníček    | kytarista - průvodce v černém |
| Vladimír Klos    | Karel                         |
| Vladimír Kloubek | Jirka                         |
| Emanuel Kovařík  | učitel                        |
| Vladimír Linka   | učitel                        |
| Zuzana Šavrdová  | studentka                     |

#### Ostatní drobné role
Jitka Kloubková, Zuzana Šavrdová, Vladimír Navrátil, Josef Steigl, Bedřich Ulrych, Jiřina Bílá, Vratislav Blažek, Roman Hemala, Jiřina Barášová, Petr Boria, Jaroslav Dlask, Vlastimil Harapes, Jana Houkalová, Karel Hruška, Renata Jirousová, Josef Kaftan, Regina Kestlová, Jan Klár, Ivana Kubicová, Ivana Kudlová, Mahulena Kulendíková, Věra Masaříková, Boris Milec, Josef Pivonka, Zbyněk Pohlídal, Hana Stachová, Priska Steidlerová, Stanislav Šimek, Jiří Šindelář, Helena Štvánová, Jan Šváb, Eva Víšková, Drahomíra Vlachová, Daniel Wiesner, Jiří Wohanka, Libuše Zátková, Jitka Zelenohorská, Alena Žáková, Lubomír Mohyla, Vladimír Cabalka, Milan Kindl, Karel Kos, Jiří Zobač, Eva Trunečková, Ladislav Daneš, Arnošt Faltýnek, Jiří Bednář, Stanislav Fišer